# Üchtelhausen
Üchtelhausen (ostfränkisch: Üchtlstücht) ist eine Gemeinde im unterfränkischen Landkreis Schweinfurt. Hauptort der Großgemeinde ist der gleichnamige Gemeindeteil. Das Rathaus befindet sich jedoch im Gemeindeteil Hesselbach.

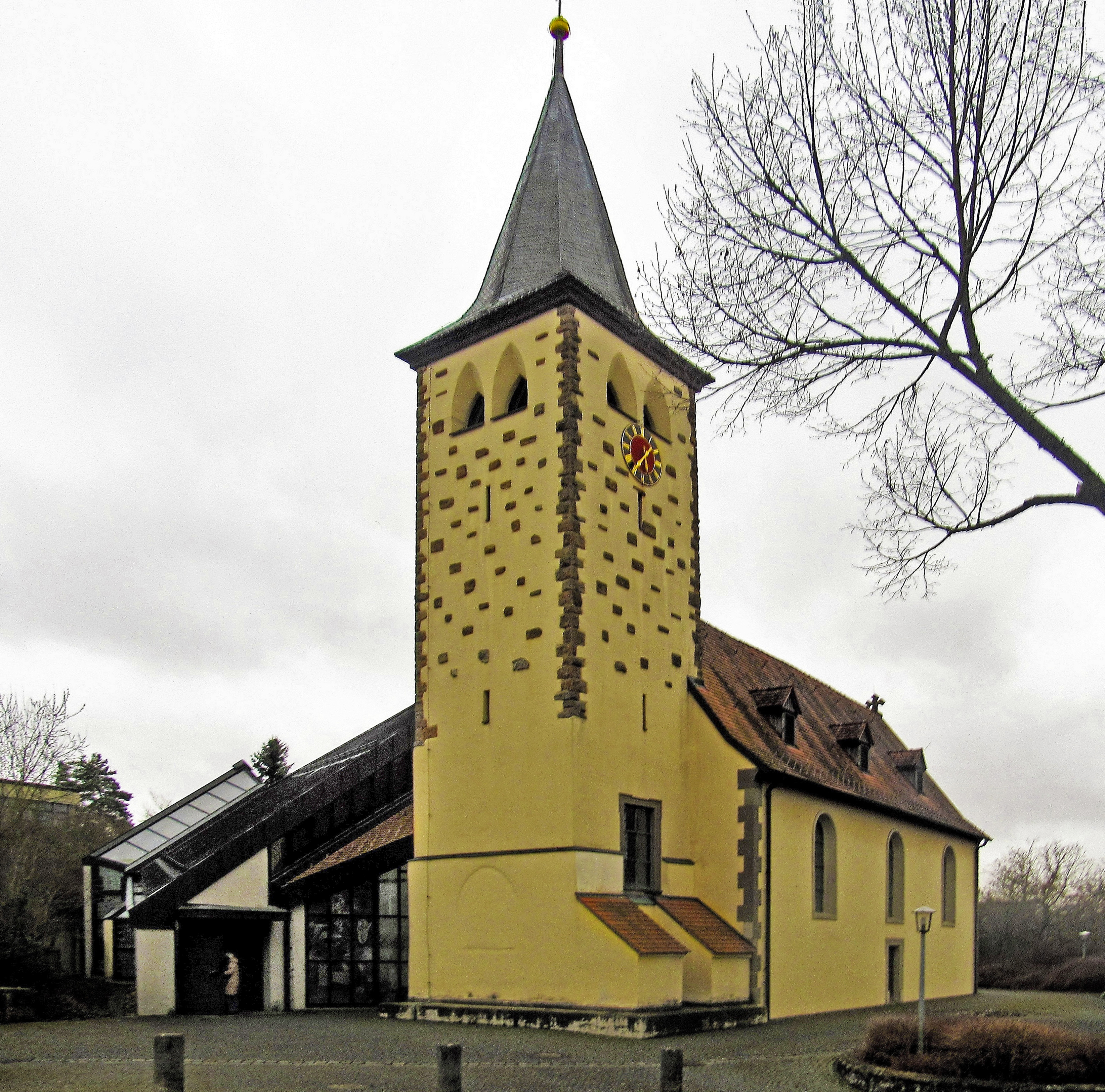
St. Jakob in Üchtelhausen

## Geografie

### Geografische Lage
Der Hauptort Üchtelhausen (ca. 322 m ü. NHN) liegt in einer Senke in der Schweinfurter Rhön (Hesselbacher Waldland), am Höllenbach.
Der höchste Punkt mit 392 m ü. NHN befindet sich nordöstlich vom Ortskern an der Wasserausgleichsanlage.
Das Tal des Bachs wird zwischen Üchtelhausen und der Stadtgrenze Schweinfurts Üchtelhäuser Grund genannt. Südöstlich des Dorfs, am Forstwiesenschlag, endet der Bergrücken des Hains.
Aufgrund der Höhenlage des Gemeindegebietes ist das deutlich rauere Klima im Vergleich zu fast allen anderen Gemeinden des Landkreises zu erklären. Im Gemeindegebiet befindet sich die höchstgelegene Ortschaft des Landkreises Schweinfurt, Hoppachshof, auf 403 m ü. NHN.

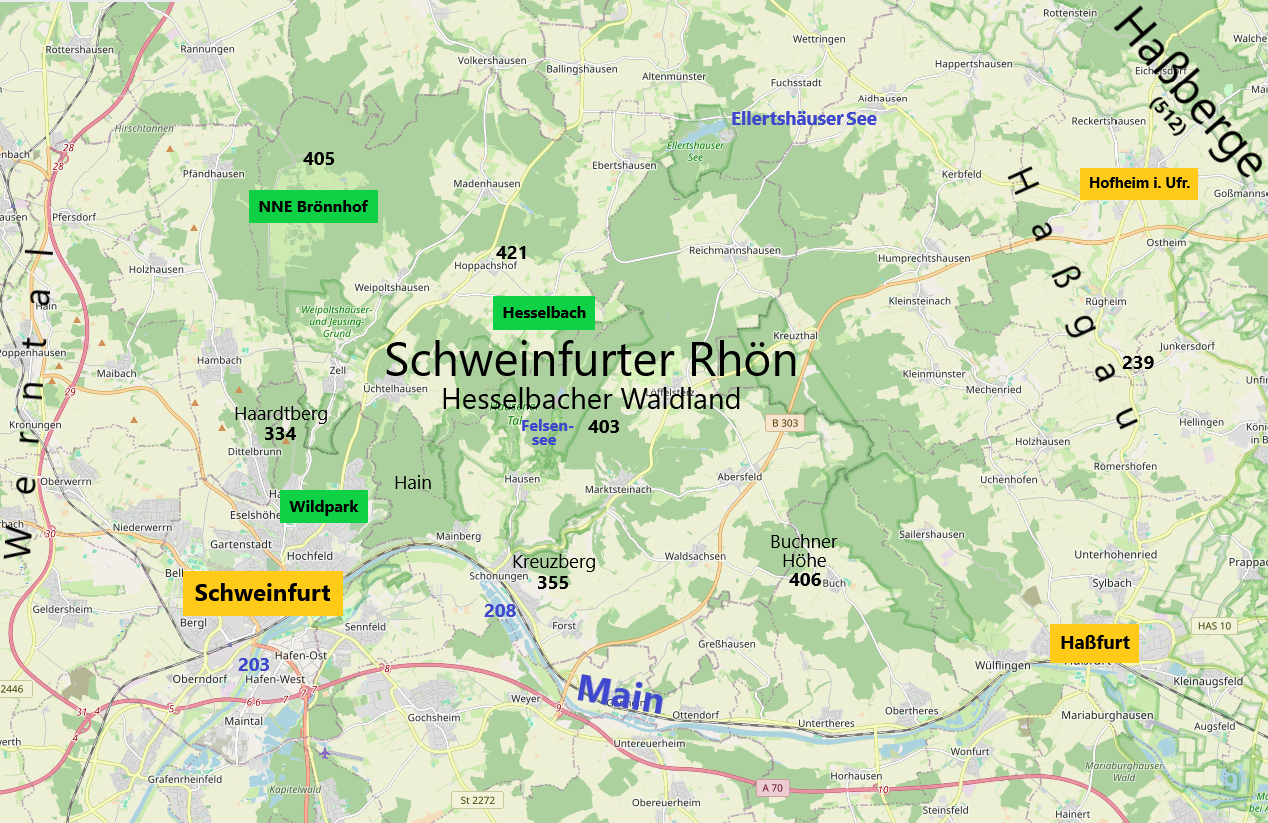
Üchtelhausen liegt im Westen der Schweinfurter Rhön (bitte Bild vergrößern)

### Gemeindegliederung
Es gibt neun Gemeindeteile (in Klammern ist der Siedlungstyp angegeben):
- Ebertshausen (Pfarrdorf)
- Hesselbach (Pfarrdorf)
- Hoppachshof (Dorf)
- Madenhausen (Kirchdorf)
- Ottenhausen (Weiler)
- Thomashof (Weiler)
- Üchtelhausen (Pfarrdorf)
- Weipoltshausen (Kirchdorf)
- Zell (Pfarrdorf)

Auf dem Gemeindegebiet liegt die Wüstung Brönnhof.

### Nachbargemeinden
Nachbargemeinden sind (von Norden beginnend im Uhrzeigersinn): Stadtlauringen, Schonungen, Schweinfurt, Dittelbrunn, Rannungen und Maßbach.

## Geschichte

### Bis zur Gemeindegründung
Als Teil des Hochstiftes Würzburg, das ab 1500 zum Fränkischen Reichskreis gehörte, wurde Üchtelhausen 1803 zugunsten Bayerns säkularisiert, dann im Frieden von Preßburg 1805 Erzherzog Ferdinand von Toskana zur Bildung des Großherzogtums Würzburg überlassen, mit welchem es 1814 endgültig an Bayern fiel. Im Jahr 1818 entstand die politische Gemeinde.

### Eingemeindungen
Bei der bayerischen Gemeindegebietsreform wurden am 1. Mai 1978 die Gemeinden Ebertshausen, Hesselbach und Zell, letztere mit den am 1. Januar 1972 eingegliederten ehemaligen Gemeinden Madenhausen und Weipoltshausen, eingegliedert.

### Einwohnerentwicklung
Das alte Üchtelhausen als Teil der Ortsgemeinschaft hat etwa 1000 Einwohner.
Im Zeitraum 1988 bis 2018 stieg die Einwohnerzahl von 3749 auf 3819 um 70 Einwohner bzw. um 1,9 %. 1999 hatte die Gemeinde 4102 Einwohner.
Quelle: BayLfStat

### Wüstungen
Drei Wüstungen befinden sich auf dem Gebiet der heutigen Großgemeinde. Jeusungen wurde 791 erstmals urkundlich erwähnt, während zu Weipoltsdorf und dem Brönnhof keine Erstdatierungen bekannt sind.

## Politik

### Gemeinderat
Der Gemeinderat der Amtszeit 2020–2026 hat 16 Mandate. Weiteres Mitglied ist der Erste Bürgermeister. Acht Wählergruppen sind nach der Gemeinderatswahl am 15. März 2020 in dem Gremium vertreten: Die meisten Sitze haben die Wählergemeinschaft Hasselbach/Ottenhausen/Thomashof mit vier und die Ortsgemeinschaft Üchtelhausen mit drei Sitzen. Je zwei Sitze erhielten die Wählergemeinschaft Ebertshausen, die Wählergemeinschaft Zell und die Bürgerliste aller Gemeindeteile/SPD. Je einen Sitz konnten die Freie Wählergemeinschaft Madenhausen, die Freie Wählergemeinschaft Weipoltshausen und die Wählergemeinschaft Hoppachshof erreichen.

### Bürgermeister
Johannes Grebner (Bürgermeisterliste aller Gemeindeteile/SPD) ist seit 1. Mai 2020 Erster Bürgermeister. Dieser erreichte am 15. März 2020 unter vier Bewerbern 33,43 % der Stimmen die Stichwahl und erreichte dann am 29. März 2020 bei einer Wahlbeteiligung von 80,2 % gegen Thomas Pfister mit 50,2 % der Stimmen knapp die Mehrheit. Seine Vorgängerin war vom Mai 2008 bis April 2020 Birgit Göbhardt (Ortsgemeinschaft).

### Wappen
|                                    | Blasonierung: „Geteilt und oben gespalten von Silber und Rot; vorne ein durchgehendes schwarzes Balkenkreuz, hinten die wachsende, linksgewendete silberne Krümme eines Bischofsstabs; unten in Gold auf grünem Dreiberg stehend eine rot bewehrte schwarze Henne.“ |
| Das Wappen wird seit 1969 geführt. | |

### Interkommunale Allianz Schweinfurter OberLand
Die Gemeinde ist Gründungsmitglied der Interkommunalen Allianz Schweinfurter OberLand, der außerdem die Gemeinden Maßbach, Rannungen, Thundorf in Unterfranken, Schonungen und Stadtlauringen angehören (siehe auch Schweinfurter Rhön).

## Kultur und Sehenswürdigkeiten

### Baudenkmäler

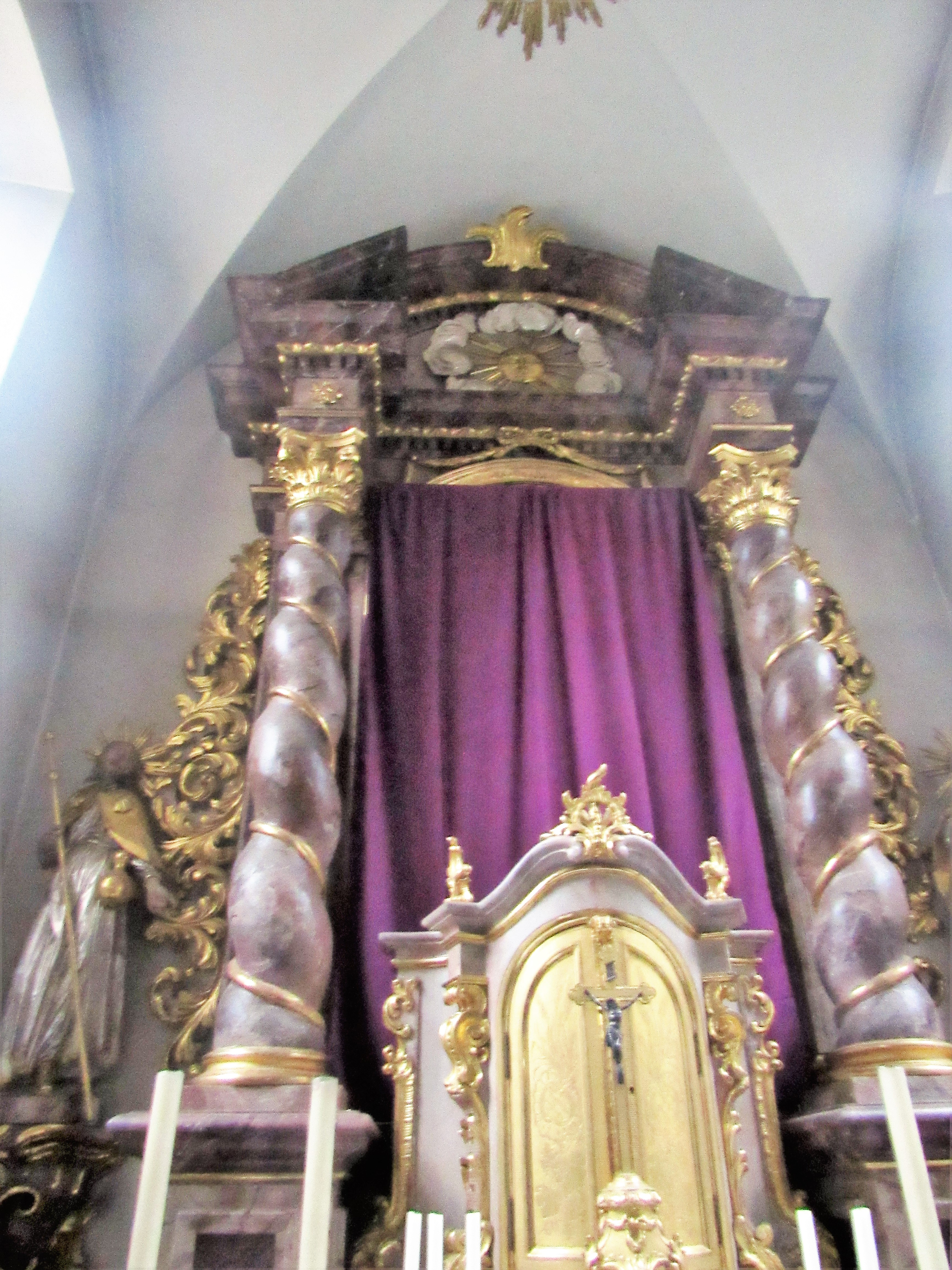
St. Jakob, alter Hochaltar

Die Kirche St. Jakob und St. Katharina im Ortsteil Üchtelhausen wurde in ihrem alten Teil 1687 errichtet, die westliche Erweiterung erfolgte 1985.

### Freizeitmöglichkeiten
In allen Gemeindeteilen der Großgemeinde besteht die Möglichkeit, Freizeitsport in Vereinen, unter anderem bei der SG Zell und der DJK Üchtelhausen, zu treiben.

#### Golfakademie Hoppachshof
Öffentlicher 3-Loch-Golfplatz am Funkturm, auf 420 m ü NN, mit Driving Range und Übungsgrüns.

#### Trimmpfad Vita-Parcours
Unterhalb des Sportplatzes in der Waldabteilung Stengach befindet sich der ca. zwei Kilometer lange Trimmpfad.
Der Vital-Parcours umfasst 20 Stationen mit bebilderten Anleitungen für die Übungen.
Pflege und Erneuerung hat der Verein für Gartenbau und Landespflege übernommen.

#### Bauernmuseum
In einem ehemaligen Kuhstall hat Albin May ein Bauernmuseum eingerichtet. Zu den Schaustücken zählen neben landwirtschaftlichen Arbeitsgeräten und häuslichen Einrichtungsgegenständen auch von Albin May verfasste Gedichte.

#### Verband Christlicher Pfadfinderinnen und Pfadfinder (#VCP)
In Zell gibt es einen Stamm des evangelischen Verbandes Christlicher Pfadfinderinnen und Pfadfinder.

## Wirtschaft und Infrastruktur

### Wirtschaft einschließlich Land- und Forstwirtschaft
Im Jahr 2017 gab es in der Gemeinde 219 sozialversicherungspflichtige Arbeitsplätze. Von der Wohnbevölkerung standen 1629 Personen in einem versicherungspflichtigen Beschäftigungsverhältnis. Damit war die Zahl der Auspendler um 1410 Personen größer als die der Einpendler. 49 Einwohner waren arbeitslos. 2016 gab es 40 landwirtschaftliche Betriebe.
Bei einem Bürgerentscheid am 16. Juli 2023 votierten 81,25 % der Abstimmenden für die Realisierung des Gewerbe und Mischgebietes „Zeller Berg“.

### Energie
Bei einem Bürgerentscheid am 5. Juni 2022 votierten 71,7 % der Abstimmenden für die Errichtung von bis zu sechs Windkraftanlagen in der Nähe.

### Bildung
Es gibt folgende Einrichtungen (Stand: 2020):
- vier Kindertageseinrichtungen mit 246 genehmigten Plätzen und 183 Kindern
- die Grundschule Schweinfurter Rhön Üchtelhausen mit den Schulklassen von 1 bis 4 sowie eine Klasse der Franziskus-Schule Schweinfurt

## Bekannte Söhne und Töchter
- Peter Vollert (* 1940), Bildhauer und Bildender Künstler[13]
- Werner Vollert (* 1960) ist ein deutscher Objekt- und Performancekünstler sowie Unternehmer
- Udo Mai (1967–2015), Fußballtorwart